# Yola

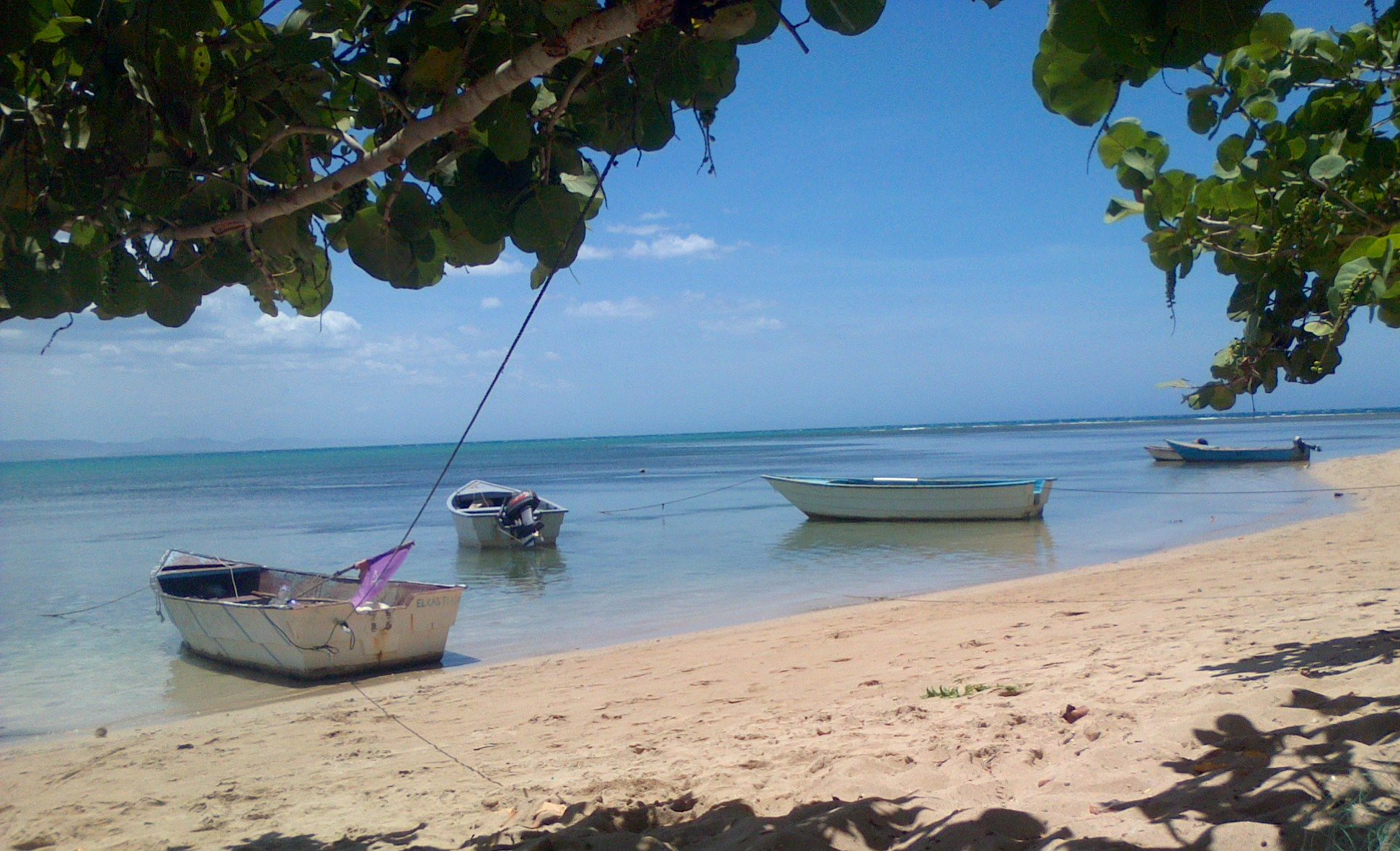
Yolas en la playa del Castillo, La Isabela, Puerto Plata, República Dominicana

De manera genérica, la yola es una pequeña embarcación de dos palos similar al queche pero diferenciándose de este por la posición del palo de mesana, que es el que está a popa, por estar detrás del timón en la yola y por delante del mismo en el caso del queche.
A menudo es usada por pescadores. Debido a su bajo coste (a menudo son construidas por los propios usuarios usando madera barata y en algunos casos fibra de vidrio), su pequeño tamaño con relación a otras embarcaciones y su versatilidad, suelen ser usadas en la realización de los llamados «viajes en yola», emprendidos por inmigrantes de países como República Dominicana, hacia territorio extranjero.
En tiempos recientes dicho término ha sido usado con frecuencia para referirse a cualquier tipo de embarcación usado con estos fines.
Dicha actividad suele dejar un saldo lamentable en pérdidas humanas ya que, debido a que no son embarcaciones diseñadas para soportar los rigores de alta mar, suelen zozobrar al ser embestidas por el oleaje, o al no disponer de sistemas de navegación, corren el riesgo de quedar a la deriva.